# 傑森·塔姆
傑森·塔姆（Jason Tam，1982年6月28日—）是美國的一位演員和舞者，出生在夏威夷州檀香山。他最著名的作品是在肥皂劇只此一生中飾演Markko Rivera角色。